# Doba (Chade)
Doba (em árabe: دوبا; Dūbā) é uma pequena cidade localizada no sudoeste do Chade. É a capital da província de Logone Oriental e uma das maiores cidades do país, com uma população de 49 647 habitantes de acordo com o censo de 2009. Nos últimos anos tem havido exploração de recursos petrolíferos em campos na bacia de Doba, nas imediações de cidade.